# Tecnica di analisi dei valori estremi
La tecnica di analisi dei valori estremi è una tecnica di collaudo del software a scatola nera che si concentra sui limiti delle classi di equivalenza. L'idea è che gli errori spesso si verificano ai confini degli intervalli di input, quindi è importante testare i valori al limite superiore e inferiore di ogni classe.

## Implementazione
I criteri per l’identificazione delle classi per estremi sono analoghi alla copertura delle classi di equivalenza.
Per ciascun intervallo di valori ammissibili in ingresso ed in uscita occorre progettare: 
- I casi di test validi sugli estremi dell’intervallo
- I casi di test non validi per i valori immediatamente al di sotto del minimo e al di sopra del massimo

| Caso 1 | gg = 1  | valido     |
| Caso 2 | gg = 31 | valido     |
| Caso 3 | gg = 0  | non valido |
| Caso 4 | gg = 32 | non valido |

Per ciascun numero di valori ammissibili in ingresso ed in uscita progettare:
- I casi di test validi per il numero minimo e per il massimo
- I casi di test non validi per i numeri immediatamente al di sotto del minimo e al di sopra del massimo

| Caso 1 | lunghezza password di 8 caratteri  | valido     |
| Caso 2 | lunghezza password di 20 caratteri | valido     |
| Caso 3 | lunghezza password di 7 caratteri  | non valido |
| Caso 4 | lunghezza password di 21 caratteri | non valido |